# Dubaikreek
De Dubaikreek of Khor Dubai (Arabisch:خور دبي; Chawr Dubayy; "rivier van Dubai") is een zoutwaterkreek in Dubai, Verenigde Arabische Emiraten. De kreek liep voorheen van de Perzische Golf naar het natuurpark Ras al Khor, maar zij is inmiddels verlengd en loopt via Business Bay weer terug de Perzische Golf in. Sommige bronnen zeggen dat de kreek zich in de tijd van de Griekse Oudheid landinwaarts uitstrekte tot in Al Ain en dat de oude Grieken de rivier de Zara noemden.
Er zijn diverse tunnels en bruggen die de oevers van de Dubaikreek met elkaar verbinden, waaronder tunnels van de metro van Dubai en de Al Garhoudbrug. Ook kan men met een abra op verschillende plekken de oversteek maken.

## Geschiedenis
Historisch gezien verdeelde de kreek de stad in twee hoofdgedeelten: Deira en Bur Dubai. Omstreeks 1830 werd Dubai ingenomen door de Bani Yasstam uit de Liwa-oase onder leiding van de familie Al Maktoum, die nog steeds heerst in het emiraat. Zij zagen de potentie van de strategische ligging van het Arabisch Schiereiland in combinatie met de mogelijkheden van de kreek als natuurlijke haven. Kleine houten boten, dhows, gebruikten de haven voor handel met India en Oost-Afrika. In de haven in de kreek lagen ook vissersschepen om parels mee te vangen. De parelvisserij was de belangrijkste industrie in de haven tot 1930, toen werd ontdekt dat je parels ook kan kweken.

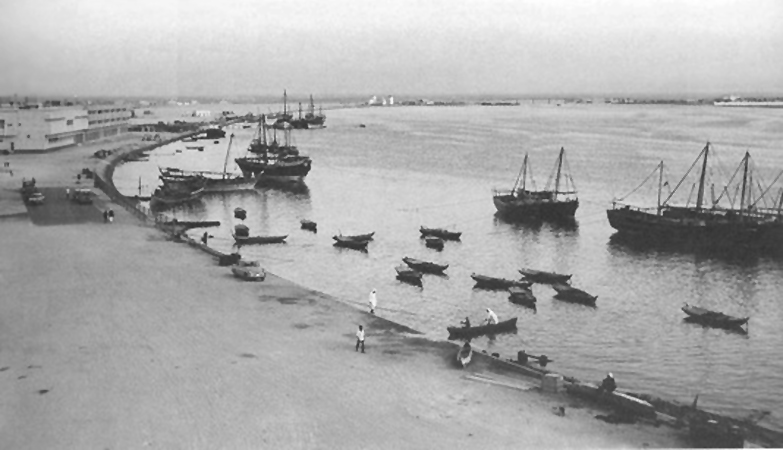
Dubaikreek in 1964

Het belang van de kreek als locatie voor commerciële activiteiten was een reden om verbeteringen door te voeren om grotere schepen te kunnen ontvangen in de haven en betere laad- en losfaciliteiten te realiseren. Dit leidde in 1955 tot een plan voor de ontwikkeling van de kreek, waarbij ondiepe gebieden werden gebaggerd, golfbrekers werden aangelegd en het strand werd ontwikkeld tot een kade die geschikt was voor het laden en lossen van vracht.  De kreek werd voor het eerst gebaggerd in 1961 om te zorgen dat er te allen tijde schepen met een diepgang tot 2,1 meter door de kreek konden varen.
De Al Maktoum-brug, de eerste brug die Bur Dubai en Deira verbindt, werd gebouwd in 1963. Hoewel het belang van de kreek als haven is afgenomen met de ontwikkeling van de haven van Jebel Ali, blijven kleinschalige faciliteiten, zoals in Port Saeed, bestaan langs de kreek.
Aan de Dubaikreek bevindt zich ook van de Dubai Creek Golf & Yacht Club, bestaande uit een toernooigolfbaan met achttien holes, clubhuizen, residentiële ontwikkeling en een hotel.

## Ontwikkelingen 21e eeuw
In de 21e eeuw werd de Dubaikreek tot twee keer toe uitgebreid. Het natuurlijke einde van de kreek is bij natuurpark Ras Al Khor, 14 kilometer vanaf de oorsprong aan de Perzische Golf.
In september 2007 was de eerste (US$ 132 miljoen kostende) uitbreiding van 10 km van de kreek klaar. Hiermee liep de Dubaikreek vanaf natuurpark Ras Al Khor verder door het stadsdeel Business Bay richting de Sheikh Zayed Road.

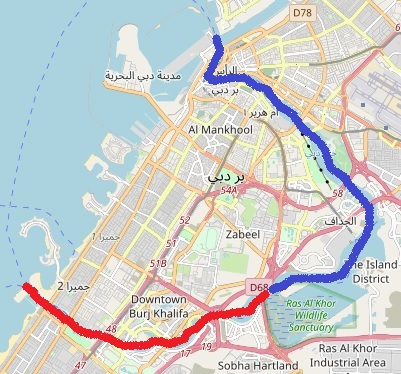
In het blauw aangegeven de oorspronkelijke Dubaikreek, van de Perzische Golf tot het natuurpark Ras Al Khor en in het rood de verlenging die in de 21e eeuw werd gerealiseerd.

Plannen voor een tweede uitbreiding werden in februari 2009 bekendgemaakt: een 2,2 km lang kanaal als verbinding vanaf de Sheikh Zayed Road door Safa Park en vervolgens door de wijk Jumeirah naar de Perzische Golf. Tevens werd er een nieuw project voorgesteld dat bestaat uit zeven eilanden, bekend onder de namen The Lagoons en Dubai Creek Harbour, die aangelegd worden ten oosten van waar de Dubaikreek vroeger eindigde (natuurpark Ras Al Khor). Het middelpunt van dit project gaat de Dubai Creek Tower worden. Met 828m zal dit het hoogste gebouw ter wereld zijn. Het is inmiddels in aanbouw en is ontworpen door Santiago Calatrava.
Op 9 november 2016 werd het Dubaikanaal geopend. Hiermee werd de totale lengte van de verlengde Dubaikreek 26,2 km. Langs het nieuwe kanaalgedeelte bevinden zich één winkelcentrum, vier hotels, 450 restaurants, luxe woningen, jachthavens, looppaden en fietspaden. De breedte van het kanaal varieert van 80 meter tot 120 meter. Het is zes meter diep en wordt doorkruist door acht meter hoge bruggen, zodat boten er makkelijk onderdoor kunnen varen.